# 诺维农村居民点
诺维农村居民点（俄语：Новосельское сельское поселение）是俄罗斯联邦弗拉基米尔州科夫罗夫区所属的一个农村居民点。其下辖有41个居民点，行政中心为诺维。据2016年统计，该农村居民点的人口为4238人。